# Anselm Ahlfors
Anselm Ahlfors (ur. 29 grudnia 1897 w Kotka, zm. 13 sierpnia 1974 w Jyväskylä) – fiński zapaśnik. Dwukrotny olimpijczyk. Srebrny medalista z Paryża 1924 i siódmy w Amsterdamie 1928. Walczył wadze koguciej.
Triumfator mistrzostw nordyckich w 1925 roku. Mistrz kraju w 1924 i 1926, drugi w 1927 roku.

## Letnie Igrzyska Olimpijskie 1924
| Konkurencja          | Rundy eliminacyjne      | Rundy eliminacyjne        | Rundy eliminacyjne     | Rundy eliminacyjne    | Rundy eliminacyjne     | Rundy eliminacyjne   | Klas. końcowa |
| Konkurencja          | Przeciwnik I            | Przeciwnik II             | Przeciwnik III         | Przeciwnik IV         | Przeciwnik V           | Przeciwnik VI        | Miejsce       |
| -------------------- | ----------------------- | ------------------------- | ---------------------- | --------------------- | ---------------------- | -------------------- | ------------- |
| 58 kg styl klasyczny | Sigfrid Hansson (SWE) Z | Gérardo Apruzzese (FRA) Z | Giovanni Gozzi (ITA) Z | Eduard Pütsep (EST) P | József Tasnádi (HUN) Z | Väinö Ikonen (FIN) Z | 2.            |

## Letnie Igrzyska Olimpijskie 1928
| Konkurencja           | Rundy eliminacyjne     | Rundy eliminacyjne    | Rundy eliminacyjne    | Rundy eliminacyjne   | Klas. końcowa |
| Konkurencja           | Przeciwnik I           | Przeciwnik II         | Przeciwnik III        | Przeciwnik IV        | Miejsce       |
| --------------------- | ---------------------- | --------------------- | --------------------- | -------------------- | ------------- |
| 58 kg styl klasyczny. | Giovanni Gozzi (ITA) P | Pierre Mollin (BEL) Z | Alphonse Aria (FRA) Z | Ödön Zombori (HUN) P | 7.            |